# Inga Dóra G. Markussen
Inga Dóra Guðmundsdóttir Markussen (* 23. Dezember 1971 in Reykjavík) ist eine isländisch-grönländische Politikerin (Siumut) und Journalistin.

## Leben

### Herkunft und Jugend in Island
Inga Dóra G. Markussen ist die Tochter und das älteste von vier Kindern des Isländers Guðmundur „Gujo“ Þorsteinsson (* 1949) und der grönländischen Politikerin Benedikte Thorsteinsson geb. Kristiansen (* 1950). Über ihre Mutter ist sie eine Großnichte des Politikers und Schriftstellers Nikolaj Rosing (1912–1976) und eine Cousine der Politiker Vittus Qujaukitsoq (* 1971) und Anna Wangenheim (* 1982). Sie wurde in Reykjávik geboren und wuchs im Stadtteil Breiðholt auf. Als sie zwölf Jahre alt war, zog die Familie 1984 nach Grönland.

### Arbeitskarriere
In Grönland besuchte Inga Dóra von 1988 bis 1991 das Gymnasium in Qaqortoq. Von 1992 bis 1994 studierte sie Gesellschaftswissenschaften an der Universität Roskilde in Dänemark, brach das Studium aber ab.
Anschließend kehrte sie nach Grönland zurück, wo sie kurzzeitig als Touristenguide in Südgrönland tätig war. Daraufhin arbeitete sie bis 1995 als Stewardess bei Air Greenland. Nach einer einjährigen Ausbildung in der Luftfahrtbranche begann sie 1995 als Reiseberaterin bei Greenland Travel zu arbeiten. 1997 kehrte sie an die Universität zurück und studierte bis 1999 am Ilisimatusarfik Verwaltung.
2000 begann sie eine Ausbildung zur Journalistin an der grönländischen Journalismusschule, die sie 2003 abschloss. Von 2001 bis 2002 war sie als Journalistin bei Kalaallit Nunaata Radioa tätig. Nach Ende der Ausbildung wurde sie 2003 Redakteurin beim Frauenmagazin Arnanut, was sie bis 2005 blieb. Von 2004 bis 2006 war sie auch für die Sermitsiaq tätig. 2006 wurde sie als Informationschefin beim Versorgungsunternehmen Nukissiorfiit angestellt. Nebenher war sie im Medienunternehmen Nutarsaavik tätig. Von 2008 bis 2010 war sie Chefredakteurin der Atuagagdliutit und dann bei der Dachstiftung Sermitsiaq.AG. Dort kündigte sie 2011 aus Protest über die politisch bedingten schwierigen wirtschaftlichen Bedingungen für die grönländische Presse.
2011 machte sie sich mit dem Beratungsunternehmen id.gl selbstständig. Nebenher arbeitete sie 2013 als Wohnungsberaterin für das staatliche Unternehmen INI. 2014 wurde sie zur Generalsekretärin des Westnordischen Rats ernannt, was sie bis 2018 blieb. Anschließend arbeitete sie ein Jahr lang als Ausbildungschefin bei Royal Greenland. Von 2019 bis 2021 war sie dort als Kommunikationschefin tätig und anschließend als Projekt- und Kommunikationsberaterin. Von 2018 bis 2020 war sie zudem Vorsitzende des grönländischen Alkohol- und Narkotikarats. Seit 2022 ist sie Pressechefin bei Air Greenland. 2023 nahm sie die Stelle als Nachhaltigkeits- und Kommunikationsdirektorin bei Air Greenland an.

### Politische Karriere
1997 wurde sie bei der Kommunalwahl in den Rat der Gemeinde Nuuk gewählt und zur 2. Vizebürgermeisterin ernannt. Bei der Kommunalwahl 2001 trat sie nicht mehr an. 2020 wurde sie als Nachfolgerin von Doris J. Jensen zur Lokalvorsitzenden der Siumut in Nuuk ernannt. Im selben Jahr wurde sie zur Organisatorischen Vizevorsitzenden der Siumut gewählt. Im Folgejahr wurde sie bei der Kommunalwahl in den Rat der Kommuneqarfik Sermersooq gewählt, wobei sie hinter Martha Abelsen die zweitmeisten Stimmen aller Kandidaten ihrer Partei erhielt. 2023 trat sie nicht wieder als Vizevorsitzende an und zog sich auch aus dem Kommunalrat zurück, um sich ihrer Familie und beruflichen Karriere zu widmen. Bei der Wahl 2025 trat sie nicht mehr an.
Von 2007 bis 2008 war Inga Dóra G. Markussen Aufsichtsratsmitglied bei KNI, von 2010 bis 2012 bei der Nuuk Handelsstandsforening, von 2012 bis 2014 bei Greenland Television, von 2018 bis 2020 bei INI und von 2019 bis 2020 bei KNR.
Sie ist verheiratet mit Ole Aggu Markussen, der 2021 zum Parteisekretär der Siumut ernannt wurde, und hat mit ihm vier Kinder.